# Дивногорский Успенский монастырь
Дивного́рский Успе́нский монасты́рь — пещерный мужской монастырь Воронежской епархии Русской православной церкви, расположенный в посёлке Дивногорский монастырь Лискинского района Воронежской области, недалеко от села Селявное.
Основан около 1650 года монахами, пришедшими из Гетманщины вместе с полком черкасов (малороссийских казаков).

## История

### ДоXVII века
Документально Дивногорский монастырь известен с XVII века, но есть версия о существовании здесь обители и раньше. Аргументами служат пещерные стасидии (крупные ниши с полукруглым верхом, характерные для некоторых древних монастырей) и граффити на стенах подземелий, напоминающие изображения в римских катакомбах первых веков христианства.
Церковное предание называет основателями монастыря греческих схимонахов Ксенофонта и Иоасафа, выходцев из Сицилии, которые, вследствие гонений со стороны католиков, искали себе убежища в русских землях. По легенде, монахи принесли с собой икону Божией Матери и обустроили пещеры. Однако не существует никаких письменных или устных свидетельств того, когда Ксенофонт и Иоасаф поселились в Дивногорье и как изначально выглядела обитель. Даже если предположить древнее происхождение монастыря, существование здесь действующей обители в XIV—XVI веках сомнительно: с конца XIV века до середины XVII века район среднего Дона был местом постоянного противостояния Русского государства и татар. Вероятнее всего, схимонахами был построен скит, а монастырь образовался позже уже на его месте.
Священник Александр Кременецкий в 1912 году писал о том, что монастырь мог быть основан (или возобновлен) в 1540 году с благословения митрополита Петра Могилы православными казаками, среди которых были иноки, вытесненными из родных мест польскими католиками. Он же, излагая церковное предание, предполагал, что Ксенофонт и Иоасаф могли быть православными россами — наемниками из войска Михаила IV Пафлагонского, оставшимися на Сицилии после неудачной кампании против арабов и впоследствии вернувшимися на родину, спасаясь от преследований укрепившихся на острове католиков. Подтверждений этой версии нет.

### Основание
В 1653 году в связи с расположением на Белгородской оборонительной линии в монастырь было послано более 80 человек из Коротояка и Острогожска для строительства наземных сооружений и укреплений от набегов татар. Территория была обнесена деревянной стеной, сооружены кельи и первая деревянная церковь Николая Чудотворца. 1653 год принято считать датой основания монастыря.
Первым настоятелем стал игумен Гурий, под началом которого находилось 15 монахов.
В 1658 году, после пожара, уничтожившего Никольскую церковь, на её месте выстроили новую в честь Успения Божией Матери. Кроме того, была освящена пещерная церковь в честь Иоанна Предтечи.
В пещерах, пропитанных известью, жить было трудно, поэтому монахи срезали часть горы и на новом месте выстроили кельи, а вокруг монастыря установили ограду. Расширяя старые и роя новые подземные ходы основатели обители создали первый пещерный монастырь в пределах Дона.
Город Острогожск, возле которого находился монастырь, был построен недавно и монахам трудно было раздобыть даже пропитание. Игумен Гурий и его преемник Андроник неоднократно обращались с просьбами о материальной помощи к Московскому правительству. Монастырю было пожаловано небольшое денежное жалованье, мельница и покос.

### Становление
Находясь вблизи Кальмиусского шляха из Крымского ханства в центральную Россию, монастырь часто подвергался нападениям татар. Поэтому при третьем игумене (Тихоне) в 1671 году часть братии (иеромонахи Феодосий, Лаврентий, Кесарий, Павма, старец Никодим) бежала из монастыря. Они удалились к западу от Дона, в местность близ Суджи и Мирополья, где над рекой Псёл основали новый монастырь в честь Николая Чудотворца (Белогорская Николаевская пустынь на территории нынешней Курской области).
Летом и осенью 1670 года возле обители разворачивались события крестьянской войны под предводительством Степана Разина. 26 сентября возле стен монастыря состоялось решающее сражение между силами разинцев и царскими войсками. Повстанцы потерпели поражение, которое вынудило их уйти с Дона. К ним примкнул и вкладчик монастыря — острогожский полковник Иван Дзиньковский.
В Дивах осталось 10 человек во главе с игуменом Тихоном. Постоянная опасность то от татар, то от «воровских людей» заставляла братию запасаться средствами обороны: на монастырской колокольне были установлены две железные и одна медная пушки, турецкая штурмовщина. В случае опасности монахи укрывались в пещерах, имевших несколько выходов.
В 1677 году около ста человек татар напали на Дивногорскую обитель и увели оттуда двух лошадей.
Невзирая на опасности, иноки восстанавливали разрушенное. В 1673 году царь Алексей Михайлович пожаловал Дивногорскому монастырю право безоброчно построить мельницу на реке Потудани, в 1686 году обитель получает без перекупки оброчную вотчину Богучарский Яр с речкой Толучеевкой, ведет торговлю солью с Царицыным. Кроме того, на помин души мужа вдова полковника Петра Булоротова — Анна — отдала мельницу на реке Мерине.
С 1686 года настоятель Дивногорского монастыря становится архимандритом. К этому времени обитель была не только крупным хозяйственным организмом, но и центром духовного просвещения, борьбы с расколом. В 1684 году инок монастыря Герман отправился в центр раскола — город Черкасск, проповедовал там два года и после испытанных там притеснений вернулся в обитель.
В монастыре существовала хорошая библиотека, он привлекал к себе людей как крупный духовный и хозяйственный центр. В 1692 году было разрешено селиться на монастырских землях вольным бобылям. Устремившийся сюда поток украинских поселенцев положил начало расположенной в двух километрах от обители слободе Селявной и привел к сложению специфической ситуации в этом районе, когда, сохраняя свой язык и традиции, рядом жили русские и украинцы. Эта ситуация сохраняется и поныне.
Опираясь на труд этих поселенцев, в 1693 году монахи расширили прежнюю малую пещерную церковь в Малых дивах, заброшенную с 1658 года, и освятили её алтарь во имя Иоанна Предтечи.
В 1696 году генерал Патрик Гордон, плывший с эскадрой из Воронежа в Азов, посетил Дивногорский монастырь и оставил в своем дневнике следующие записи: «Этот небольшой монастырь стоит у самой реки, вооружен несколькими пушками и пищалями и окружен рвом и деревянною стеною, воздвигнутой для защиты от татар».
В дневнике Гордона есть любопытная запись о том, что настоятель монастыря провел его в часовню, высеченную в меловой скале. А выше часовни виднелись развалины монастыря. Упоминание Гордона о развалинах монастыря может свидетельствовать в пользу гипотезы о возобновлении монастыря в 1653 году на месте существовавшего ранее.

### XVIII век
Пётр I гостил в обители в мае 1699 года. К приезду царя число братии было увеличено до 40 человек, так как царь считал монашество праздным сословием и боролся за закрытие малобратственных монастырей. Вице-адмирал Корнелий Крюйс описывает это так: «Сии люди живут зело благоговейно и не едят ничего кроме рыбы. Его величество изволил со всеми имеющимися господами так кушать; в которое время немалая пушечная пальба с кораблей была. Но каждый раз монахи удалялись и затыкали руками свои уши».
В административном отношении Дивногорский монастырь первоначально входил в Патриаршую область. С открытием Белоградской епархии в 1666 году, монастырь, как и весь Острогожский уезд, вошёл в её состав. Удаленная от епархиального управления, обитель жила почти самостоятельно.
В 1699 году Дивногорский монастырь был приписан к Воронежской епархии. При святителе Митрофане, первом Воронежском епископе, обители были дарованы 900 четей пашенной земли, она достигла своего наивысшего экономического подъёма. К 1714 году у монастыря отнимается часть земель и благосостояние падает, в ней проживает 12 иноков. Несмотря на ослабление, Дивногорский монастырь оставался крупным духовным центром на Дону. В нём строятся каменные храмы Успения Богородицы и Владимирской иконы Божией Матери. В 1762—1766 годах на монастырском подворье в Острогожске действует духовная школа.
Во 2-й половине XVIII века произошли крупные изменения в положении русских монастырей. Екатерина II лишила их земельных владений, крепостных крестьян. Дивногорская обитель некоторое время была оставлена на своем содержании, так как была причислена к малороссийским монастырям, но в 1788 году она лишается своей вотчины и закрывается. Братия, состоявшая из 7 человек, переводится в другие монастыри Воронежской епархии, а архимандрит Иов назначается настоятелем Коротоякского Вознесенского монастыря.

### XIX век

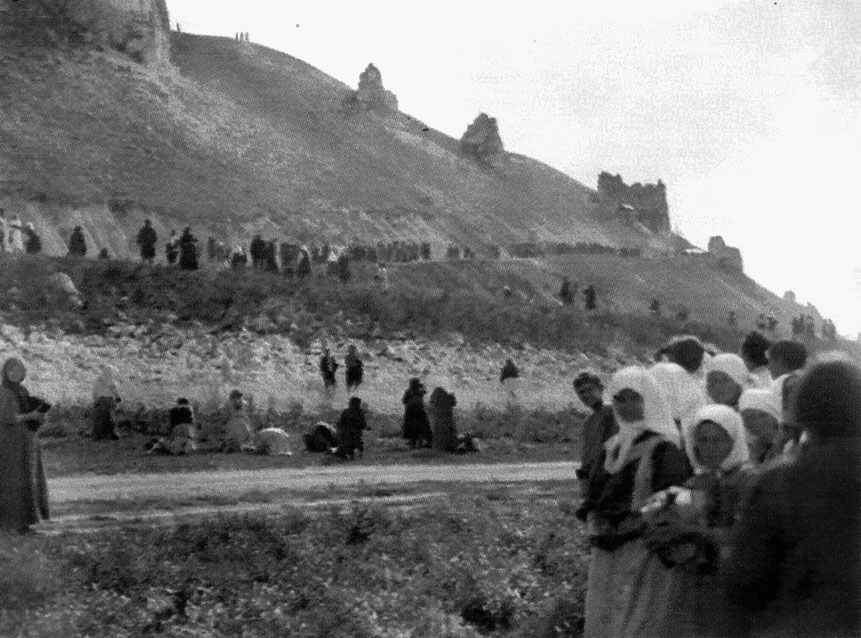
Паломники в Дивногорском монастыре (конец XIX века)

После смерти Екатерины II в разных местах возникают попытки восстанавливать закрытые обители. В 1813 году на имя преосвященного Воронежского Антония I было подано прошение «от жителей уездных городов Коротояка и Острогожска — дворян, купцов и войсковых жителей». Несмотря на стремление духовных властей возродить монастырь, дело столкнулось с серьёзными трудностями. Храмы обители служили приходскими церквями, монастырские постройки были заняты церковным причтом. Заготовленное прошение в Синод пролежало в архиве Воронежской Духовной Консистории семь лет, пока настоятель Коротоякского монастыря не выступил с ходатайством о перенесении его обители в Дивногорье. В январе 1828 года последовал указ о перенесении обители на новое место. Коротоякский монастырь стал подворьем Дивногорского Успенского монастыря.
Обитель восстанавливается, и начинается бурная строительная деятельность, в результате которой создаётся оригинальный архитектурный комплекс, включающий в себя пещерные сооружения и наземные постройки второй половины XVIII — первой половины XIX веков.
Коротоякские монахи неохотно покидали обжитые места, сам настоятель жил в Коротояке. Начались противоречия между братией, часто сменявшиеся настоятели не могли справиться с положением. Лишь в 1860 году, когда после восьми предшественников игуменом стал Анфим, ссоры прекратились. Помимо этого, долгое время жизнь монастыря осложнялась спорами с местным населением из-за храма в честь Владимирской иконы Богоматери, перешедшей к монастырю в 1856 году.
В 1831 году во время эпидемии холеры недалеко от монастыря была явлена чудотворная Сицилийская икона Божией Матери. В честь неё был освящен алтарь пещерной церкви в Больших Дивах.
В 1854 году Дивногорской обители были переданы пещеры соседнего Шатрищенского монастыря. Он был закрыт ещё в 1764 году, но его пещеры продолжали почитаться окрестным населением. Кроме того, к северу от Дивногорья крестьянин П. П. Курбатов в 1851 году начал копать пещеру. Спустя два года к нему присоединился Н. М. Шатов. В 1858 году эти пещеры были переданы монастырю, а крестьяне зачислены в состав братии.
В 1866 году стараниями Воронежского архиепископа Серафима (Аретинского) к Свято-Успенскому Дивногорскому мужскому монастырю как скит приписана община пещерокопателей, в дальнейшем оформленная как Белогорский Воскресенский монастырь.
Пещерокопательство возобновилось в Малых Дивах в середине XIX века. Бывший настоятель монастыря, схимник Меркурий своими руками соорудил себе гробницу. В 1863 году была освящена наземная Трапезная церковь, а в 1886 году — главный храм в честь праздника Успения Пресвятой Богородицы. В монастыре был деревянный водопровод, обнаруженный в 1960 году во время земляных работ.
С марта 1898 года настоятелем Дивногорского монастыря состоит архимандрит Флорентий (Рышков). Благодаря его трудам и практическим знаниям, Дивногорский монастырь стал одним из благоустроеннейших монастырей в Воронежской епархии.
В 1903 году было торжественно отмечено 250-летие обители.

### Советское время
В 1918 году началось разорение монастыря. Газеты так описывали это событие: «Недавно в Острогожск пришло известие, будто бы Дивногорский монастырь ограблен проезжающим отрядом красноармейцев. Как оказалось впоследствии из расспросов на месте, никакого грабежа в монастыре не было. Была, просто-напросто, реквизиция имеющихся в монастыре лишних кроватей».
В 1924 году монастырь закрыли, некоторые строения были разрушены.
На месте обители разместили сначала дом отдыха «Дивногорье». В 1941—1942 годах в монастырских зданиях размещался советский эвакогоспиталь № 2636. В 1942—1943 годах в бывшем монастыре располагался венгерский военный госпиталь В 1944—1945 годах помещения бывшего монастыря занимал эвакогоспиталь № 2616 для раненых советских солдат.
В 1960-е годы дом отдыха перепрофилировали в туберкулёзный санаторий «Дивногорье», на этом месте возник поселок Тубсанатория «Дивногорье». Принадлежавшие ранее монастырю, пещеры стали приходить в упадок и разрушаться.

#### Музей
Для восстановления и сохранения наследия Дивногорья в 1988 году учреждён филиал Воронежского краеведческого музея, преобразованный в 1991 году в Государственный природный архитектурно-археологический музей-заповедник «Дивногорье». Директором музея была назначена М. И. Лылова. Площадь музей-заповедника — 1100 га.
Под защиту музея-заповедника были взяты пойменная часть и крутые склоны коренного правого берега реки Тихой Сосны и Дона, меловые столбы — дивы и пещерные храмы, археологический комплекс Маяцкое городище, уникальные ландшафты, растительный и животный мир.
При помощи специалистов из Эстонии, Москвы, Воронежа была отреставрирована пещерная церковь. Вокруг Больших Див была благоустроена территория: установлена лестница, ведущая к пещерному храму и к Маяцкому городищу, обустроены пешеходные дорожки, оборудовано место для установки туристических палаток на берегу Тихой Сосны.

### Возрождение монастыря

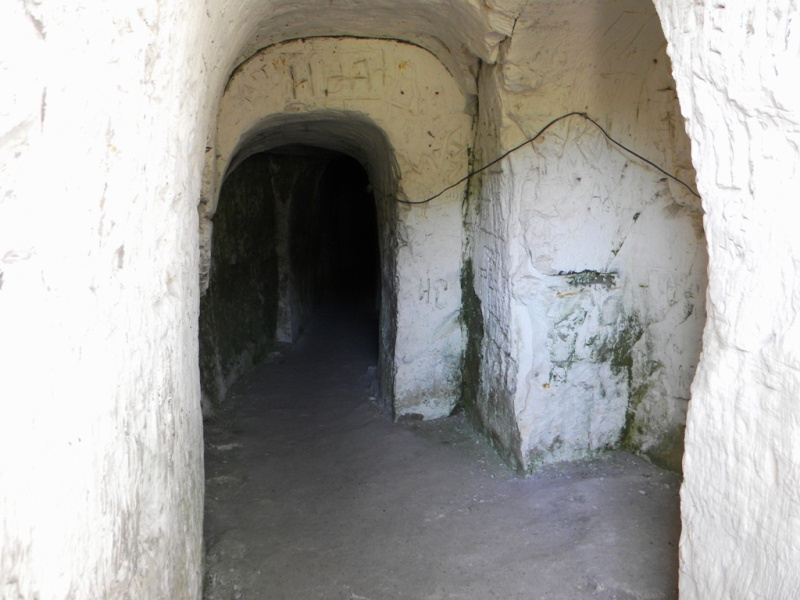

Первое богослужение состоялось 28 августа 1991 года в пещерной церкви Больших Див, где в 1831 году была чудесно обретена Сицилийская икона Божией Матери.
В 1997 году монастырь возвращён Воронежской епархии. Первым был передан разрушенный Успенский храм. Алтарная часть, уничтоженная в 1951-1952 годах, полностью отсутствовала. Вскоре начались богослужения, а затем — большие восстановительные работы. В 2003 году на куполе храма установлен крест. Обустроено хозяйство монастыря: подведены вода и газ, возделывается земля, есть пасека, коровы. С 2004 года в селении Масловка существует подворье монастыря.
В 1998 году наместником назначен игумен Парфений (Шалатонов) (позднее возведён в сан архимандрита). 25 декабря 2009 года Священным Синодом отстранён от должности наместника. В 2009—2015 гг. настоятелем обители был игумен Максим (Лапыгин). В настоящее время настоятелем обители является игумен Алексий (Сукачев), бывший ранее благочинным Архиерейского церковного округа.
Богослужения совершаются каждый день, в летние воскресные дни совершается поздняя (вторая) литургия в пещерном храме. Для помощи паломникам при епархиальном управлении работает экскурсионно-паломнический центр.
По состоянию на август 2018 года в монастыре ведутся ремонтно-восстановительные работы. Восстанавливается пещерный храм, благоустраивается территория.
Домовый храм обители был освящен 13 июля 2019 года в день празднования Собора славных и всехвальных 12-ти апостолов. Церемонию провел митрополит Воронежский и Лискинский Сергий (Фомин).

## Настоятели
- игумен Гурий (упом. 1653 и ноябрь 1657)
- игумен Андроник (упом. 1658)
- архимандрит Тихон (упом. 1671)
- архимандрит Амвросий (упом. 1693 - упом. 1703)
- архимандрит Анания (упом. 1714)
- архимандрит Гавриил (упом. 1721)
- архимандрит Варфоломей (С 15 июня 1726 — упом. 1738)[6]
- архимандрит Лазарь (упом. 1742)
- архимандрит Корнилий (17 февраля 1745—1752-53)[6]
- архимандрит Феодосий (1753 - 1765)
- игумен Зосима (29 декабря 1765 - март 1766)
- игумен Иов
- игумен Афанасий (1828 - 1831)
- игумен Афанасий (Печерский) (16 марта 1831—1835)
- иеромонах Илларион (1835—1836)
- иеромонах Никодим (1837—1841)
- иеромонах Назария (1853—1859)
- иеромонах Анфим (1860—1898)
- архимандрит Флорентий (1898)
- архимандрит Парфений (Шалатонов) (1998—2009)[7]
- игумен Максим (Лапыгин) (2009—2015)[3][8]
- игумен Алексий (Сукачев) (с 2015)[9]

## Престольные праздники
- Успение Пресвятой Богородицы 15 (28) августа;
- празднования в честь Сицилийской иконы Божией Матери 5 (18) февраля и 1 (14) июля;
- Рождество Иоанна Предтечи 24 июня (7 июля).